# Autònoe
|  | Per a altres significats, vegeu «Autònoe (nereida)». |

Autònoe, (en grec antic Αὐτονόη) d'acord amb la mitologia grega, va ser una princesa tebana, filla de Cadme i d'Harmonia. Era germana d'Agave i d'Ino.
Casada amb Aristeu, va ser mare d'Acteó i potser de Macris.